# Hermannsfeld (Rhönblick)

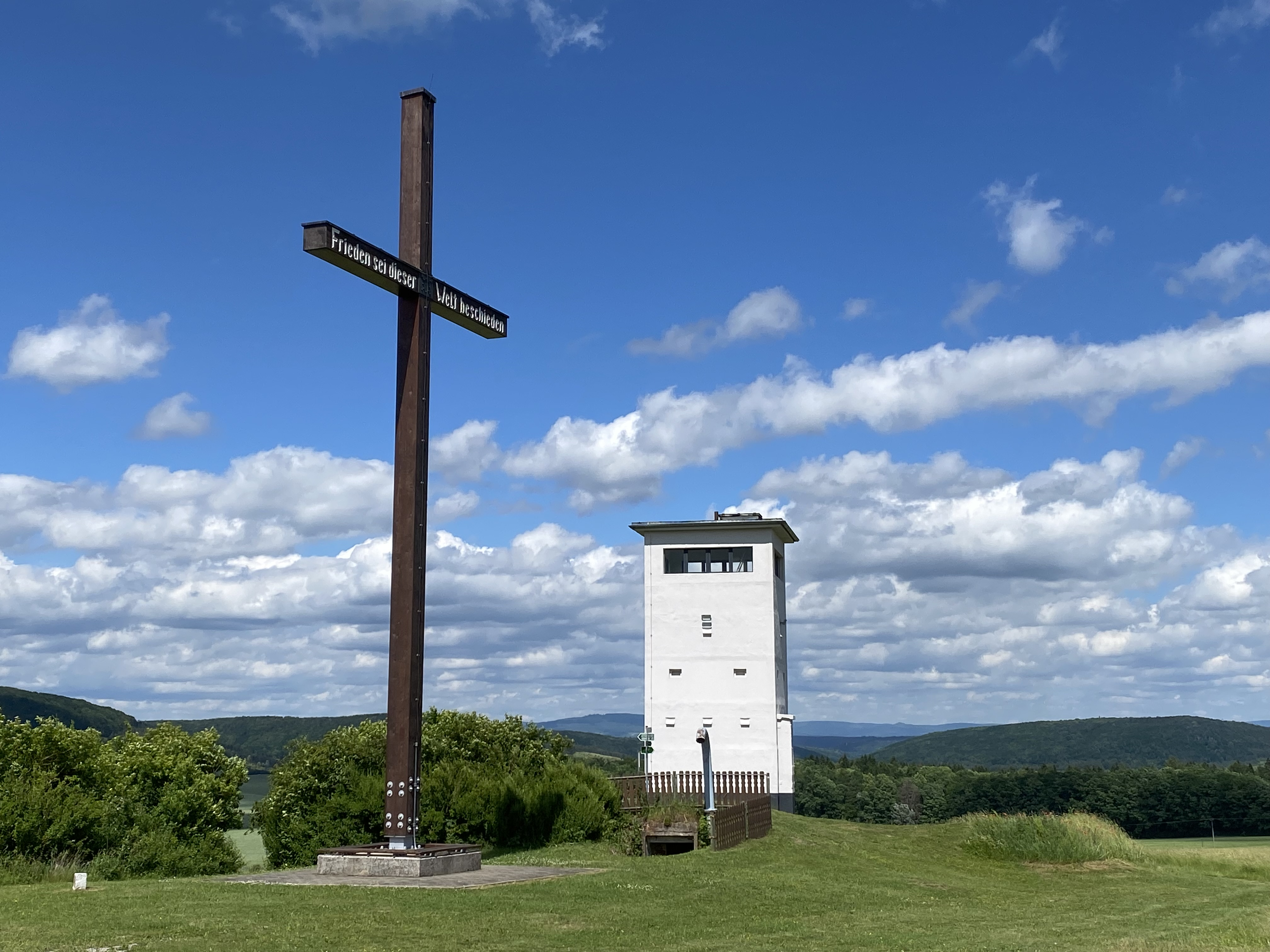
Das Weltfriedenskreuz und der DDR-Grenzwachturm bei Hermannsfeld.

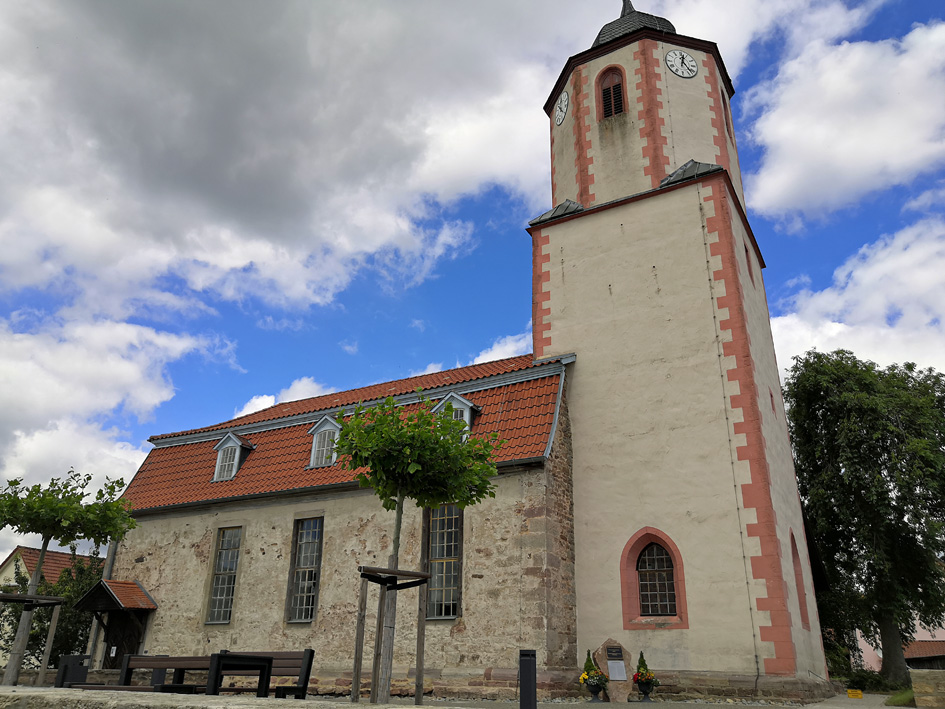
Kirche in Hermannsfeld

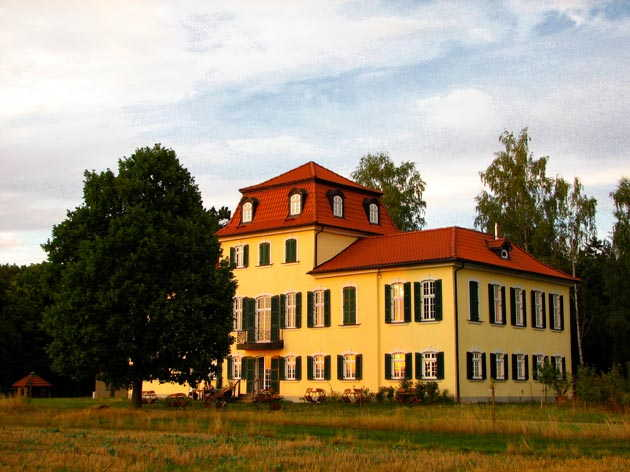
Jagdschloss Fasanerie

Hermannsfeld ist ein Ortsteil der Gemeinde Rhönblick vor der Rhön im Landkreis Schmalkalden-Meiningen in Thüringen.

## Lage
Das Dorf liegt im Süden der Gemeinde Rhönblick westlich von Henneberg an der Landesgrenze zu Bayern. Durch den Ort führt die Landesstraße 2625. Des Weiteren zweigt die Kreisstraße 69/NES 33 nach Völkershausen in Bayern ab. Hermannsfeld liegt im Biosphärenreservat Rhön. In der Nähe des Ortes fließt die Sülze.

## Geschichte
Der Ort wurde 1144 erstmals urkundlich erwähnt. Der Ort gehörte zum Amt Maßfeld der Grafschaft Henneberg-Schleusingen. 1680 kam er zum Herzogtum Sachsen-Meiningen.
Hermannsfeld war von 1600 bis 1661 von Hexenverfolgungen betroffen: Sieben Personen wurden in den Hexenprozessen angeklagt, vier Personen hingerichtet, von drei Prozessen ist der Ausgang unbekannt. Das erste Opfer war Brigitta Scharfenberg.

### Hermannsfelder See
Die große Wiesenfläche westlich vom Dorf war bis 1800 ein fischreicher See von circa 100 ha Fläche, genannt „Hermannsfelder See“. Das Abfischen wurde wiederholt mit einem großen Volksfest unter Beteiligung des Landesherrn verbunden, bis Herzog Georg I. den See trockenlegen und in Wiesen umwandeln ließ.
Auf einer durch einen Damm mit dem Lande verbundenen Insel stand die berühmte Wallfahrtskapelle St. Wolfgang, 1462/76 durch Wilhelm III. von Henneberg anstelle eines Vorgängerbaues errichtet und 1525 von den Bauern zerstört. Erhalten sind nur noch Reste der Umwehrungsmauer der im 16. Jahrhundert aufgegebenen Kapelle.
In dem einst zum See gehörigen Fischhaus wurde 1860 ein „Rettungshaus für verwahrloste Kinder“ untergebracht, das fast 100 Jahre bestand. Oberhalb desselben stand im Mittelalter eine Kemenate, der „Turm“ genannt. Sie war verschiedenen Burgmännern zur Wehr überlassen und 1525 ebenfalls zerstört worden.

## Fasanerie
Das Jagdschloss Fasanerie  wurde um 1790 im klassizistischen Stil erbaut. Es handelt sich um einen zweigeschossigen Bau mit dreigeschossigem Mittelbau. Erbauer war Herzog Georg I. von Sachsen-Meiningen. Umgeben ist das Schloss von einer Parkanlage, der sich ein Naturlehrpfad anschließt. In unmittelbarer Nähe befindet sich ein historisches Forsthaus. Bis Herbst 2010 wurde die Fasanerie als Gaststätte und Infozentrum Biosphärenreservat Rhön genutzt.

## Sehenswürdigkeiten
- Kirche mit Umwehrung
- Eingangstor mit Inschrift zum alten Friedhof
- Fischhaus mit Bernhardshaus
- Weltfriedenskreuz und Grenzturm auf dem Dachsberg
- Wüstung Ellenbach
- Reste Umwehrungsmauer von Sankt Wolfgang
- vier Brunnen
- zwei Backhäuser
- Hirtenhaus
- Große Eiche beim Thurmgut mit einem Brusthöhenumfang von 7,65 m (2015).[4]

## Sonstiges
Der in Hermannsfeld stationierte DDR-Grenzsoldat Manfred Weiß wurde am 19. Mai 1962 von einem flüchtenden Kameraden getötet.